# Епархия Лондона (Канада)
Епархия Лондона (лат. Dioecesis Londonensis) — епархия Римско-Католической церкви с центром в городе Лондон, Канада. Епархия Лондона входит в архиепархию Торонто. Кафедральным собором епархии является Собор Святого Петра.

## История
21 февраля 1855 года Святой Престол учредил епархию Лондона, выделив её из архиепархии Торонто. 2 февраля 1859 года епархия Лондона была переименована в епархию Сэндвича. 15 ноября 1869 года епархии было возвращено её первое название.

## Ординарии епархии
- епископ Pierre-Adophe Pinsoneault (29.02.1856 — 4.10.1866);
- епархия John Walsh (4.06.1867 — 25.07.1889);
- епископ Dennis T. O’Connor (18.07.1890 — 7.01.1899);
- епископ Fergus Patrick McEvay (27.05.1899 — 13.04.1908);
- епископ Michael Francis Fallon (14.12.1909 — 22.02.1931);
- епископ John Thomas Kidd (3.07.1931 — 2.06.1950);
- епископ John Christopher Cody (2.06.1950 — 5.12.1963);
- епископ Джеральд Эмметт Картер (17.02.1964 — 29.04.1978);
- епископ John Michael Sherlock (7.07.1978 — 27.04.2002);
- епископ Ronald Peter Fabbro (27.04.2002 — по настоящее время).

## Источник
- Annuario Pontificio, Libreria Editrice Vaticana, Città del Vaticano, 2003, стр. 958, ISBN 88-209-7422-3